# Notocera quinquetuberculata
Notocera quinquetuberculata är en insektsart som beskrevs av Leon Fairmaire. Notocera quinquetuberculata ingår i släktet Notocera och familjen hornstritar. Inga underarter finns listade i Catalogue of Life.